# أوتو بوك
أوتو بوك (بالإنجليزية: Otto Bock)‏ هو قاضي ومحامي أمريكي، ولد في 21 فبراير 1881، وتوفي في 15 أغسطس 1942.